# Кран-штабелёр

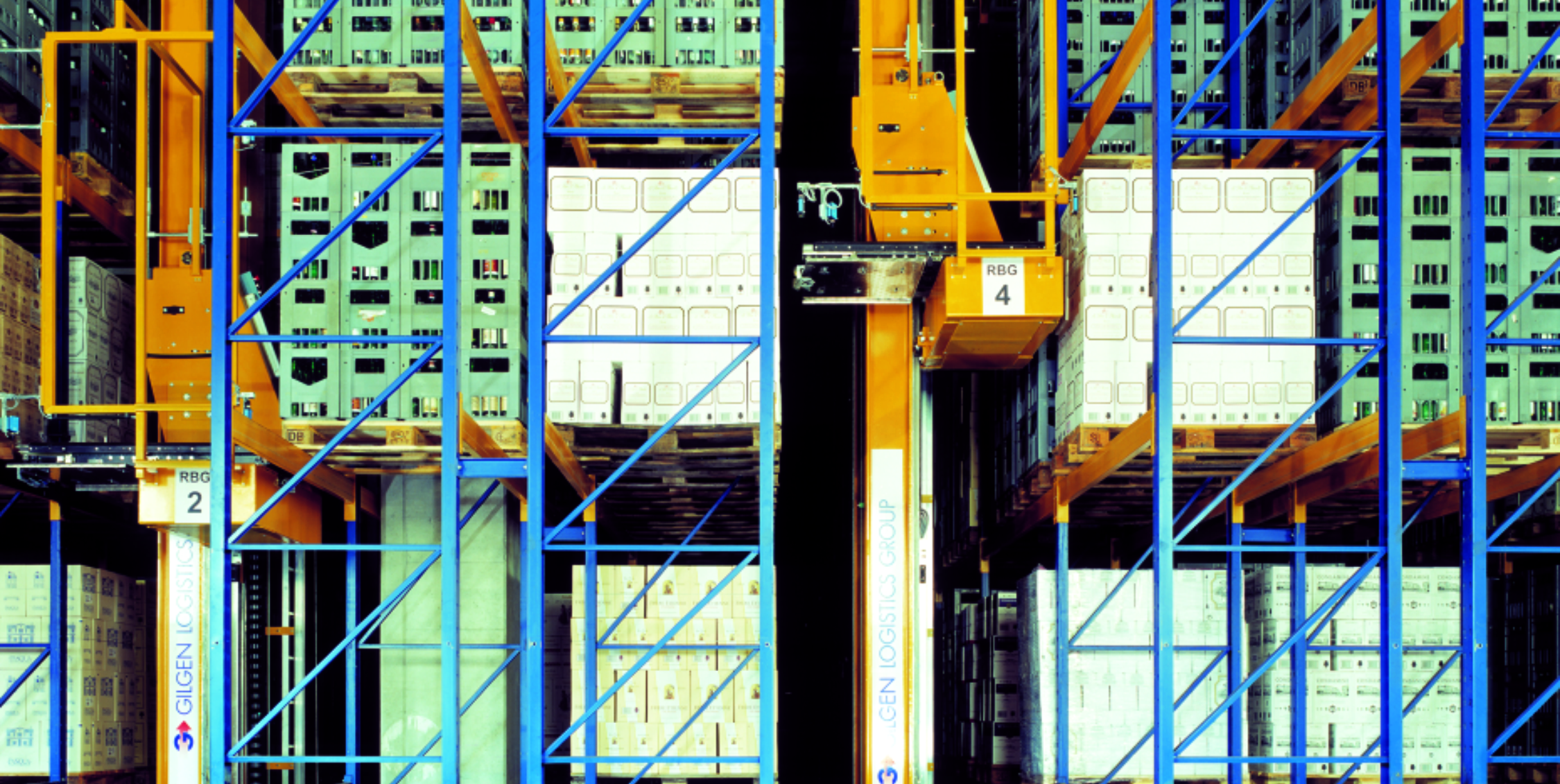

Кран-штабелёр — кран специального назначения, применяемый на складах. Отличительной особенностью является отсутствие гибкого подвеса груза. Вместо него имеется вертикальная поворотная колонна, по которой двигается тележка с вилами для захвата груза на спецподдонах. Чаще всего в последнее время выполняется с автоматическим компьютерным приводом для уменьшения времени обработки груза и для улучшения работы склада. Грузоподъёмность до 6 т, высота подъёма до 10 м.